# Tijdlijn van de spoorweggeschiedenis

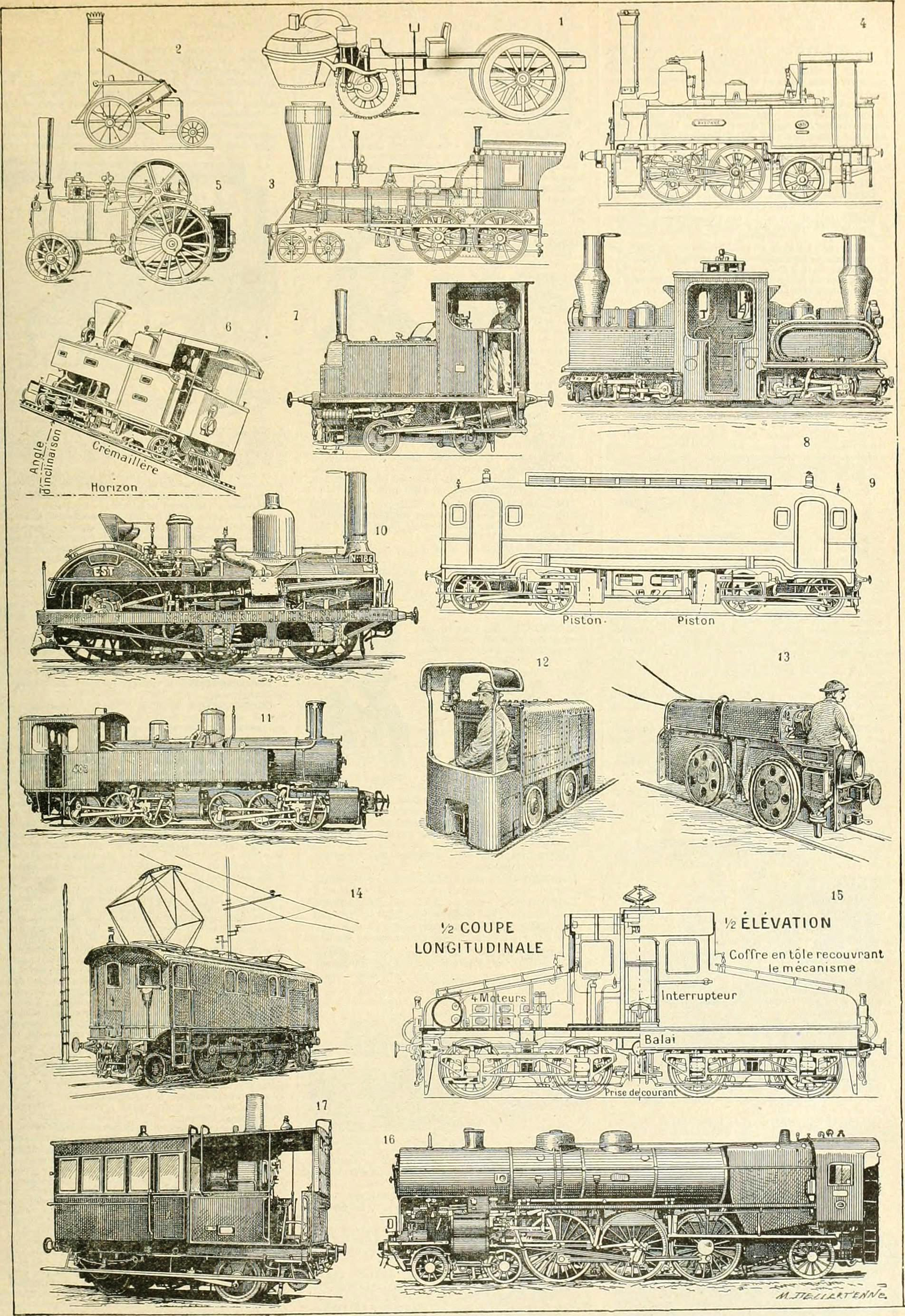

Een tijdlijn van de spoorweggeschiedenis, in het bijzonder met betrekking tot de Belgische spoorwegen en de Nederlandse spoorwegen.

## 19e eeuw
- 21 februari 1804: de eerste stoomlocomotief gemaakt door Richard Trevithick en werd gebruikt in de Pen-y-darren-ijzermijn.
- 27 september 1825: Tussen de kolenmijnen rond Bishop Auckland en de plaatsen Darlington en Stockton in Engeland gaat de eerste commerciële treindienst voor goederen van start (de Stockton and Darlington Railway).[1]
- 15 september 1830: Opening van de eerste lijn met dubbelspoor tussen de Engelse industrie- en havensteden Liverpool en Manchester, tevens de eerste lijn waarop passagiers met stoomtreinen en volgens een vaste dienstregeling werden vervoerd (de Liverpool and Manchester Railway).
- 5 mei 1835: Tussen Mechelen en Brussel rijdt de eerste trein in België en op het vasteland van Europa.
- 7 december 1835: Opening van de eerste lijn in het huidige Duitsland tussen Nürnberg en Fürth, in het toenmalige Koninkrijk Beieren.
- 24 augustus 1837: Opening van de eerste Franse spoorlijn met stoomlocomotieven tussen Parijs en Saint-Germain-en-Laye.
- 20 september 1839: Tussen Haarlem en Amsterdam rijdt de eerste trein in Nederland, getrokken door de locomotief de Arend.[2]
- 1848-1851: Spanje: spoorlijnen vanaf Madrid naar Aranjuez, Barcelona naar Mataró, en Barcelona naar Granollers, worden aangelegd.
- 26 juni 1854: Tussen Roosendaal (Nederland) en Antwerpen (België) rijdt een internationale trein.[3]
- 6 juni 1864: Het station Zwolle wordt geopend, liggend aan de spoorlijn van de Nederlandsche Centraal-Spoorweg-Maatschappij (NCS) Utrecht – Zwolle – Kampen.
- 1866: De Staatsspoorwegen (SS) opent een groot en nieuw station in Zwolle aan de Spoorlijn Arnhem - Leeuwarden. De SS had voor al haar lijnen standaardstationsgebouwen ontwikkeld in vijf verschillende klassen (5e klasse = klein tot 1e klasse = groot). Station Zwolle en Dordrecht zijn de enige twee overgebleven 1e klasse SS-stations.
- 1 juni 1866: De Staatsspoorwegen (SS) opent de eerste spoorlijn vanuit Groningen met Leeuwarden en sinds 14 oktober 1863 de spoorlijn tussen Leeuwarden en Harlingen.
- 15 oktober 1889: Het Amsterdamse Centraal Station, het grootste station van Nederland, wordt geopend.

## 20e eeuw
- 15 januari 1903: Opening van de spoorlijn Zwolle – Ommen (later Zwolle – Emmen – Gasselternijveen. Exploitatie SS, eigendom NOLS (Noord-Ooster Locaal Spoorwegmaatschappij).
- 1 oktober 1908: De eerste elektrische trein in Nederland rijdt. De Zuid-Hollandsche Electrische Spoorweg-Maatschappij (ZHESM) elektrificeert haar nieuwe spoorlijn Rotterdam Hofplein – Scheveningen (Hofpleinlijn) met 10.000 volt wisselspanning met een frequentie van 25 Hz.
- 1 april 1926: Op de Hofpleinlijn wordt de bovenleidingspanning omgezet naar de nieuwe landelijke norm van 1500 volt gelijkspanning, vandaag de dag nog steeds de gangbare bovenleidingspanning in Nederland.
- 23 juli 1926: De Nationale Maatschappij der Belgische Spoorwegen wordt opgericht.
- 19 december 1932: De "Fliegende Hamburger" wordt in dienst gesteld tussen Berlijn en Hamburg. Een aerodynamisch gevormd dieseltreinstel (een zogenaamd eierkopf-model) Deze Duitse trein had een dienstsnelheid van 160 km/h. Ook in Nederland werden vanaf 1933 tot de jaren vijftig treinen met gestroomlijnde neus gebouwd.
- 1935: De spoorlijn Antwerpen – Brussel is de eerste geëlektrificeerde spoorweg in België (3000 volt gelijkspanning).
- 4 oktober 1952: Koning Boudewijn opent de Brusselse Noord-Zuidverbinding. Voortaan kunnen treinen van Brussel-Noord naar Brussel-Zuid doorrijden via een tunnel onder het centrum.
- 28 maart 1955: In Frankrijk behaalt de elektrische locomotief CC 7107 van de SNCF met 330,8 km per uur een nieuw wereldsnelheidsrecord.
- 3 juni 1956: In Europa verdwijnt de oude 1e klasse. Dat wil zeggen: de overige klassen werden opgewaardeerd, het comfort dus niet. De 3e klasse heet voortaan 2e klasse en de 2e klasse voortaan 1e klasse. Voor die datum komt de 1e klasse in lokale treinen niet voor.
- 2 juni 1957: Begin van de Trans Europ Express (TEE), voorloper van de Eurocity's en het Europese net van hogesnelheidstreinen.
- 7 januari 1958: Laatste stoomtrein in reguliere dienst in Nederland.
- 8 januari 1962: Het grootste spoorwegongeval in de Nederlandse spoorweggeschiedenis, de treinramp bij Harmelen. Naar aanleiding hiervan wordt in Nederland automatische treinbeïnvloeding (ATB) (versneld) ingevoerd.
- 1964: Opening van de eerste Shinkansen (hogesnelheidslijn) in Japan.
- 1966: Laatste stoomtrein in reguliere dienst in België.
- 1 januari 1970: Opening van de Kennedytunnel voor spoorverkeer onder de Schelde waardoor Antwerpen vanuit het westen rechtstreeks bereikbaar wordt.
- 1972: de InterRail-pas wordt ingevoerd, waarmee onbeperkt reizen met de trein binnen inmiddels 30 Europese landen mogelijk wordt.
- 20 mei 1977: Prins Bernhard opent het eerste gedeelte van de Zoetermeer Stadslijn.
- 20 december 1978: Het eerste deel van de Schiphollijn wordt geopend tussen de stations Schiphol en Amsterdam Zuid.
- 31 mei 1981: Luchthaven Schiphol wordt aangesloten op het landelijke spoorwegnet met de ingebruikname van de Schiphollijn tussen Schiphol en Leiden. Bij Amsterdam Zuid wordt de spoorlijnverlenging naar Amsterdam RAI geopend.
- 31 mei 1981: Opening van de Veenendaallijn; Rhenen en Veenendaal worden weer op het spoorwegnet aangesloten.
- 27 september 1981: De eerste Europese hogesnelheidslijn, de LGV Paris - Sud-Est, tussen Parijs en Lyon, wordt in gebruik genomen.
- 24 september 1983: Ondanks protesten van onder andere reizigersvereniging ROVER rijdt de laatste trein tussen Haarlem en IJmuiden.
- 1985: De eerste dubbeldekkers komen in Nederland in dienst.
- 1 juni 1986: Opening van de spoorverbinding Amsterdam Centraal - Schiphol via de westelijke tak van de Amsterdamse Ringspoorbaan.
- 29 mei 1987: Het eerste gedeelte van de Flevolijn (Weesp – Almere Buiten) wordt geopend. Een jaar later volgt de verlenging naar Lelystad.
- 1 mei 1988: De Duitse ICE verbetert het wereldsnelheidsrecord voor treinen tot 406,9 km/h.
- 26 mei 1988: Sluiting van het miljoenenlijntje tussen Kerkrade Centrum en Simpelveld.
- juni 1988: De Nederlandse spoorwegen presenteren het ambitieuze toekomstplan Rail 21.
- 18 mei 1990: De TGV verbetert het wereldsnelheidsrecord voor treinen tot 515,3 km/h.
- 1991: De eerste NBS (Neubaustrecken) in Duitsland, hogesnelheidslijnen voor 250 km/h, worden in gebruik genomen tussen Hannover en Würzburg respectievelijk Mannheim en Stuttgart.
- 31 mei 1992: Sluiting van de spoorlijn Simpelveld grens - Schin op Geul.
- 23 mei 1993: Opening van de spoorverbinding Weesp - Amsterdam RAI met kruisingsstation Duivendrecht via de zuidelijke tak van de Amsterdamse Ringspoorbaan.
- 6 mei 1994: Het Franse en Britse spoorwegnet worden op elkaar aangesloten met de opening van de Kanaaltunnel.
- 1 januari 1995: De NV Nederlandse Spoorwegen wordt verzelfstandigd. Het bedrijf wordt nu niet meer direct door het Ministerie van Verkeer en Waterstaat bestuurd en wordt opgesplitst in een aantal BV's. De NS blijft 100% eigendom van de Nederlandse Staat.
- 11 augustus 1996: Lovers Rail rijdt tussen Amsterdam en IJmuiden met de Kennemerstrand Expres. Dit is het eerste niet-NS bedrijf op het Nederlandse spoorwegnet. Op de treinen van deze particuliere treindienst zijn NS-tickets niet geldig.
- 14 december 1997: De HSL1 tussen Brussel en de Franse grens wordt in gebruik genomen.
- 24 mei 1998: De eerste NS-treindienst wordt opgeheven, ten behoeve van een gedecentraliseerde treindienst. Busmaatschappij Oostnet (nu: Connexxion) neemt de spoorlijn Mariënberg - Almelo van NS Reizigers over.

## 21e eeuw
- 1 juli 2002: NS Railinfrabeheer, NS Railned en NS Verkeersleiding worden uit de NS-holding gehaald en onder toezicht van het Ministerie van Verkeer en Waterstaat geplaatst. Vanzelfsprekend verdwijnt daarmee ook de lettercombinatie 'NS' uit de naam van deze taakorganisaties.
- 15 december 2002: De NBS (Neubaustrecke) Köln - Rhein/Main, een Duitse hogesnelheidslijn voor 300 km/h, wordt in gebruik genomen tussen Keulen en Frankfurt am Main.
- 15 december 2002: In België wordt de HSL2 tussen Leuven (Bierbeek) en Ans (Bierset), bij Luik in gebruik genomen. De Thalys rijdt hier maximaal 300 km/h, de binnenlandse Intercity Oostende – Eupen maximaal 200 km/h. De ICE naar Brussel blijft voorlopig over de oude spoorlijn rijden.
- 1 januari 2003: ProRail wordt opgericht als koepelorganisatie van Railinfrabeheer (RIB), Railned en Railverkeersleiding (RVL). De drie organisaties heten voortaan: "ProRail Railinfrabeheer", "ProRail Railned" en "ProRail Railverkeersleiding"
- 28 februari 2003: De eerste proef in Nederland met trams en treinen op hetzelfde spoor gaat van start tussen Gouda en Alphen aan den Rijn.
- 14 december 2003: In Nederland worden nieuwe boogaansluitingen, de Gooiboog en de Hemboog en de bijbehorende treindiensten Utrecht – Almere Buiten en Hoorn Kersenboogerd – Hoofddorp in gebruik genomen.
- 11 maart 2006: Opening van de Utrechtboog waardoor treinen vanuit station Utrecht Centraal e.v. rechtstreeks naar station Schiphol Airport kunnen rijden.
- 30 april 2006: De laatste reguliere dienst met stoomtreinen in China wordt beëindigd.
- 3 juni 2006: Beëindiging van de treinexploitatie door NS van de Hofpleinlijn en de Zoetermeerlijn. Tussen oktober 2006 en oktober 2007 werd de exploitatie van deze lijnen overgenomen met ingebruikname van de RandstadRail.
- 30 juni 2006: De eerste spoorlijn tussen Peking en Lhasa wordt geopend. De lengte is 2000 kilometer en de lijn is met haar hoogste punt op 5076 meter boven zeeniveau tevens de hoogst gelegen lijn ter wereld.
- 23 maart 2007: De vier kilometer lange ondergrondse Noord-Zuidverbinding van Antwerpen wordt geopend. Hierdoor is Antwerpen-Centraal géén kopstation meer en kan treinverkeer op de hogesnelheidslijn Schiphol - Antwerpen veel sneller de Antwerpse agglomeratie doorkruisen.
- 3 april 2007: Tussen Parijs en Straatsburg wordt een snelheidsrecord gevestigd op de nieuwe LGV Est tussen beide steden. De hogesnelheidstrein haalde een snelheid van 574,8 km/h. Dit is bijna zestig km/h sneller dan het oude record van 515,3 km/h uit 1990.
- 25 april 2007: Na een bouwtijd van acht jaar is de uitbreiding van twee naar vier sporen tussen Amsterdam Bijlmer en Utrecht gereed.
- 16 juni 2007: De Betuweroute, de nieuwe goederenspoorlijn van Rotterdam naar Zevenaar, wordt na een bouwtijd van tien jaar geopend door koningin Beatrix.
- 11 september 2008: Een brand in de Noordtunnel van de Kanaaltunnel veroorzaakt ernstige vertragingen en capaciteitsvermindering. Het betreft de derde en ernstigste brand tot heden in de tunnel die sinds zijn opening op 6 mei 1994 een drukke verbindingsroute is geworden tussen het Verenigd Koninkrijk en Frankrijk, en bij uitbreiding ook de rest van Europa.
- 7 september 2009: De eerste treinen van de Fyra gaan rijden tussen Amsterdam, Schiphol en Rotterdam over de HSL-Zuid. Op 13 december 2009 rijdt ook de eerste Thalys-trein tussen Amsterdam, Schiphol, Rotterdam en Antwerpen over de HSL-Zuid, waarmee over het gehele traject treinen rijden.
- 7 juni 2012: Opening van spoorlijn 25N in kader van het Diaboloproject waardoor een rechtstreekse verbinding vanuit Mechelen en Antwerpen naar de luchthaven van Zaventem gereden kan worden.
- 9 december 2012: Ingebruikname van de Hanzelijn (Lelystad - Zwolle).
- 9 december 2014: Ingebruikname van de Antigoontunnel op spoorlijn 10 waardoor er een tweede spoorverbinding ontstaat naar de rechteroever van de Schelde.
- 2016: Oplevering van het Project Openbaar Vervoer Schiphol-Amsterdam-Almere-Lelystad, capaciteitsuitbreiding van de Schiphollijn en de Flevolijn.
- 1 april 2017: Beëindiging van de treinexploitatie door NS van de Hoekse Lijn. Op 30 september 2019 wordt de vervangende metrolijn in gebruik genomen.